# Кропивницька сільська рада (Калуський район)
| Кропивницька сільська рада — орган місцевого самоврядування у Калуському районі Івано-Франківської області з адміністративним центром у с. Кропивник. Водоймища на території, підпорядкованій даній раді: річка Кропивник. Сільській раді підпорядковані населені пункти: - с. Кропивник |

## Склад ради
Рада складається з 16 депутатів та голови.

### Керівний склад ради
| ПІБ                       | Основні відомості                                            | Дата обрання | Дата звільнення |
| ------------------------- | ------------------------------------------------------------ | ------------ | --------------- |
| Пілянський Ігор Іванович  | Сільський голова, 1967 року народження, освіта               | 26.03.2006   | 01.11.2007      |
| Барнич Михайло Михайлович | Сільський голова, 1957 року народження, освіта, безпартійний | 16.03.2008   | 31.10.2010      |
| Барнич Михайло Михайлович | Сільський голова, 1959 року народження, освіта, безпартійний | 31.10.2010   |                 |

Примітка: таблиця складена за даними джерела